# 鄒廷望
鄒廷望（1526年—1606年），字道吾，號見岳，湖廣寶慶府新化縣太阳四都野鹅塘人，軍籍，明朝政治人物。

## 生平
嘉靖三十四年（1555年）乙卯科湖廣鄉試第十五名舉人。嘉靖四十一年（1562年）中式壬戌科會試第二十七名，三甲第四十九名進士。授河南新蔡县知县，升户部山东司主事，榷税临清。历官鳳翔府知府，万历二年（1574年）闰十二月升甘肃行太仆寺少卿，兼庄浪兵备佥事，四年二月陕西庄浪土汉军士以马匹料草缺乏发生噪变，邹廷望被弹劾去职。万历三十四年（1606年）二月卒世。

## 家族
曾祖鄒伏瓚；祖父鄒旻輝；父鄒楚錫，母曾氏。具慶下。兄廷詔、廷誥。子鄒泰，萬曆十九年辛卯舉人；次子鄒蒙，萬曆十三年乙酉舉人。